# Centropogon simulans
Centropogon simulans är en klockväxtart som beskrevs av Thomas G. Lammers. Centropogon simulans ingår i släktet Centropogon och familjen klockväxter. Inga underarter finns listade i Catalogue of Life.